# Шван, Герман
Герман П. Шван (англ. Herman P. Schwan; 7 августа 1915, Ахен, Германия — 17 марта 2005, Раднор, штат Пенсильвания, США) — биомедицинский инженер и биофизик, один из «отцов-основателей» биомедицинской инженерии.
Член Национальной инженерной академии США (1975).

## Биография
Шван родился в обеспеченной и высокообразованной семье. Его отец Вильгельм Шван (Wilhelm Schwan) был учителем естествознания и математики, а мать Мета — учителем физики. Он преуспел в физике и математике и окончил гимназию в Геттингене с отличием в 1934 году. После прихода нацистов к власти отца преждевременно отправили на пенсию за его либеральные взгляды. Герман мог рассчитывать только на свои силы. После окончания гимназии с отличием он не смог продолжить образование в университете, поскольку нацисты установили правило, согласно которому, для получения высшего образование требовалось кроме аттестата о среднем образовании ещё и свидетельство о политкорректности — политической зрелости, который выдавался в средней школе нацистским представителем. Герман не получил такого свидетельства за его либеральные взгляды на уроках немецкого языка и истории. Для воспитания молодёжи нацистской администрацией была создана Трудовая (Рабочая) служба, вскоре (через пару лет) ставшая обязательной для всех молодых людей включая девушек. Для получения возможности продолжить образование Герман поступил в Рабочую службу, но там заболел и его освободили с разрешение продолжить образование. Он продолжил изучать математику, физику и инженерию в Геттингене, Бреслау а затем биофизику во Франкфурте под руководством др. Бориса Раевского — немецкого биофизика русского происхождения . Он получил докторскую степень дипломы по физике и биофизике в 1940 и 1946 годах в Университете Франкфурта-на-Майне . С 1937 по 1947 год он работал в Институте биофизики Макса Планка во Франкфурте. В 1947 году он эмигрировал в Америку, где поступил на медицинский факультет Пенсильванского университета .

## Профессиональные достижения
За свою карьеру Шван много сделал для улучшения появляющейся области биомедицинской инженерии. После своей докторской диссертации он создал много научных и учебных программы, а также написал более 300 технических статей и дал множество лекций. Он известен во многих биофизических исследованиях, связанных с электрическими свойствами клеток и тканей, а также тепловых и нетепловых механизмах взаимодействия полей с биологическими системами. Его инновационные работы заключались в исследовании дисперсии низкочастотной диэлектрической проницаемости  в биологическом материале, и электрическое воздействие на клетки. Он был пионером в признании возможных опасностей для здоровья неионизирующих электромагнитных полей. В 1953 году он предложил безопасный предел для воздействия на человека микроволновой энергии 100 Вт/м2 (на основе термического анализа) для ВМС США, который стал основой для существующих стандартов безопасности IEEE C95.1, используемых в западном мире. В другом направлении Шван с коллегами и учениками провёл исследования взаимодействия ультразвука с биологическими тканями, разработал экспериментальные установки и показал возможность использования ультразвуковых волн в медицине.